# Vệ sinh hồ bơi

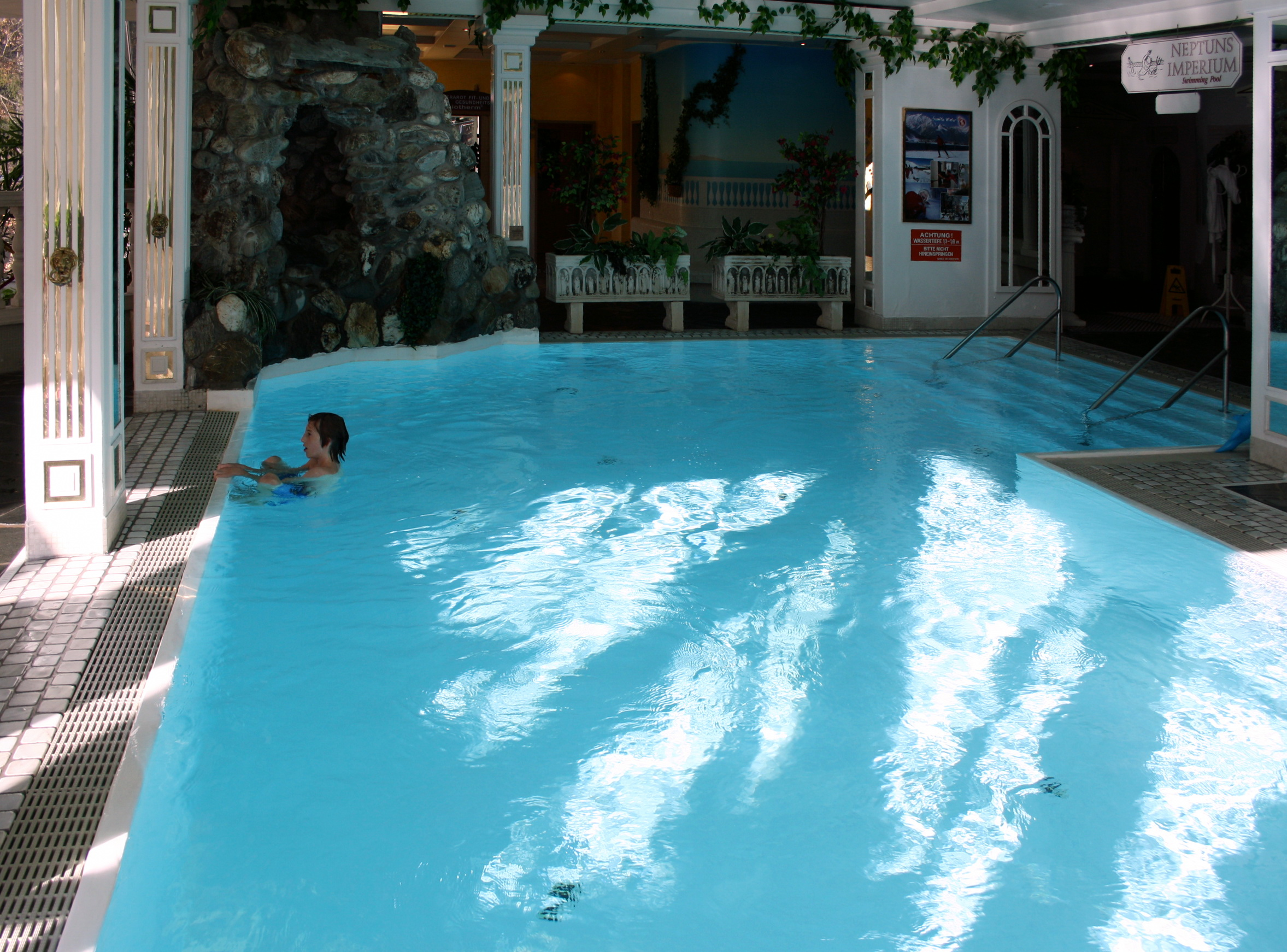
Một hồ bơi nước trong xanh

Vệ sinh hồ bơi hay vệ sinh bể bơi là thuật ngữ đề cập đến phương pháp để bảo đảm các điều kiện sạch sẽ trong các hồ bơi, bồn tắm nước nóng... và các địa điểm nước tương tự như phòng tắm, nhà tắm công cộng. Việc vệ sinh môi trường là cần thiết để duy trì chất lượng của nước và để ngăn chặn việc lây lan, bùng phát của các bệnh truyền nhiễm trong điều kiện đông người tham gia tắm gội.

## Tính cần thiết
Ở bể bơi, các chất gây ô nhiễm được phát tán từ các nguồn môi trường và bơi lội những ảnh hưởng đến chủ yếu là các bể bơi ngoài trời, các chất gây ô nhiễm môi trường bao gồm bụi bẩn, các mảnh vụn, nước đến từ các nguồn mất vệ sinh, mưa có chứa các bào tử và vi tảo phân từ các loài chim có thể chứa chấp vi trùng gây bệnh. (riêng bể bơi trong nhà là tương đối an toàn).
Chất gây ô nhiễm được truyền nhiễm bởi những người bơi lội có thể ảnh hưởng đáng kể các hoạt động của các bể bơi trong nhà và ngoài trời. Nguồn bao gồm các vi sinh vật từ những người bơi lội bị nhiễm bệnh và các loại dịch tiết từ cơ thể bao gồm mồ hôi, mỹ phẩm, kem chống nắng, nước tiểu, nước bọt và phân. Ngoài ra, sự tương tác giữa chất khử trùng và các chất gây ô nhiễm nước hồ bơi có thể tạo ra một hỗn hợp của chloramines và có thể gây hại.
Chất gây ô nhiễm gây bệnh là mối quan tâm lớn nhất trong các bể bơi. các tác nhân gây bệnh y tế công cộng có thể có mặt trong các bể bơi như virus, vi khuẩn, động vật nguyên sinh và nấm. Tiêu chảy là thường gặp nhất bệnh liên quan đến các chất gây ô nhiễm gây bệnh, trong khi các bệnh khác liên quan với các hồ bơi không được điều trị. Các bệnh khác thường xảy ra trong các bể bơi kém chất lượng bao gồm viêm tai, phát ban da và nhiễm trùng đường hô hấp.

## Phương pháp

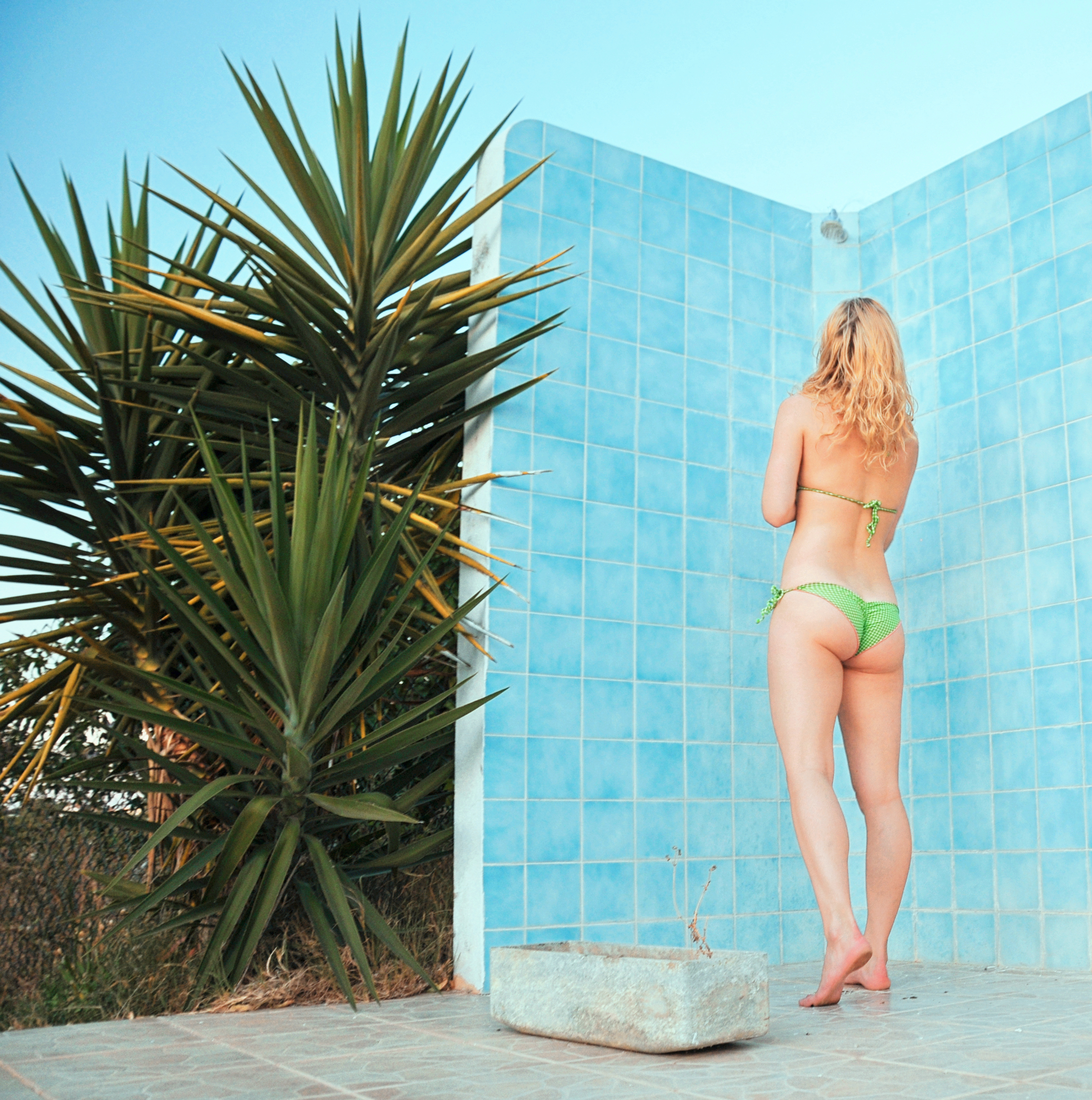
Tắm xối dưới vòi hoa sen trước khi vào và sau khi ra khỏi bể bơi, các hồ bơi ở bãi biển, nhà tắm công cộng là một biện pháp hiệu quả để giữ vệ sinh

Phương pháp vệ sinh môi trường bao gồm lọc để loại bỏ các chất ô nhiễm, khử trùng để tiêu diệt vi sinh vật, vệ sinh bơi để giảm thiểu việc sử dụng các chất gây ô nhiễm vào trong nước hồ bơi, và kiểm tra thường xuyên của nước hồ bơi, bao gồm cả mức độ clo và pH. Tổ chức Y tế Thế giới đã xuất bản quy định hướng dẫn quốc tế đối với sự an toàn của hồ bơi và điểm vui chơi giải trí tương tự ở môi trường nước, bao gồm các tiêu chuẩn để giảm thiểu các mối nguy hiểm của vi sinh vật và hóa học. Các Trung tâm Kiểm Soát và Phòng Ngừa Bệnh Hoa Kỳ cũng cung cấp thông tin về vệ sinh hồ bơi và liên quan đến nước bệnh cho các chuyên gia y tế và cộng đồng.
Việc ô nhiễm có thể được giảm thiểu bằng cách thực hành công tác vệ sinh tốt cho những người tham gia bơi lội chẳng hạn như tắm vòi hoa sen trước khi bơi, không cho bơi lội đối với trẻ em bơi bị rối loạn đường ruột để ngăn chặn việc giới thiệu các chất gây ô nhiễm hồ bơi, gây bệnh và không gây bệnh, vào bể bơi là phương pháp điều trị hiệu quả là cần thiết để giải quyết các chất gây ô nhiễm trong nước hồ bơi.
Duy trì các hoạt động lọc và xử lý, thải nước trong hồ bơi, Nhanh chóng loại bỏ các chất gây ô nhiễm lọc làm giảm các tác động trên hệ thống khử trùng, do đó hạn chế sự hình thành của chloramines, các nhà kinh doanh, sử dụng hồ bơi phải duy trì mức độ thích hợp của clo hoặc chất khử trùng khác.